# Bords de l'Ofanto, près de Barletta
Bords de l'Ofanto, près de Barletta est un tableau réalisé par le peintre italien Giuseppe De Nittis en 1867. Cette huile sur toile représente l'Aufide dans les environs de Barletta. Elle est aujourd'hui conservée à la Galerie d'Art moderne, à Florence.